# مقیاس‌بندی دنارد
مقیاس‌بندی دنارد (به انگلیسی: Dennard scaling)، همچنین به عنوان مقیاس‌بندی ماسفت نیز شناخته می‌شود، یک قانون مقیاس‌بندی است که براساس مقاله سال ۱۹۷۴ توسط رابرت اچ دنارد، که به نام او نامگذاری شده‌است، تألیف شده‌است. در اصل برای ماسفت‌ها فرمول‌بندی شده‌است، به‌طور تقریبی بیان می‌کند که با کوچک‌تر شدن ترانزیستورها، چگالی توان آن‌ها ثابت می‌ماند، به طوری که مصرف توان متناسب با مساحت باقی می‌ماند. و نیز مقیاس ولتاژ و جریان (رو به پایین) با طول.

## استخراج
دنارد مشاهده می‌کند که ابعاد ترانزیستور می‌تواند در هر نسل فناوری
۱. ابعاد ترانزیستور را می‌توان تا ۳۰٪ (۰٫۷x) مقیاسیده شود. این به‌طور همزمان اثرات زیر را دارد:
- مساحت آنها ۵۰ درصد کاهش می‌یابد زیرا مساحت طول ضربدر عرض است.
- برای ثابت نگه داشتن میدان الکتریکی، ولتاژ وی، ۳۰٪ (0.7x) کاهش می‌یابد، زیرا ولتاژ برابر طول میدان است.
- تأخیر مدار ۳۰ درصد (0.7x) کاهش می‌یابد، زیرا زمان طول بر سرعت است.

۲. اثرات فوق به نوبه خود منجر به تغییر در ظرفیت و فرکانس انتخابی می‌شود:
- کاهش ۳۰ درصدی تأخیر امکان افزایش فرکانس عملیاتی f را تا حدود ۴۰ درصد (1.4x) فراهم می‌کند، زیرا فرکانس با یک بر تأخیر تغییر می‌کند.
- کاهش ۳۰ درصدی در تمام فواصل و افت ۵۰ درصدی مربوط به آن در نواحی منجر به کاهش ظرفیت خازن C به میزان ۳۰ درصد (0.7x) می‌شود، زیرا ظرفیت با مساحت بر فاصله تغییر می‌کند.

۳. مصرف توان به نوبه خود ۵۰٪ کاهش می‌یابد، زیرا توان فعال CV2f است.
بنابراین، در هر نسل فناوری، مساحت و مصرف توان نصف می‌شود. به عبارت دیگر، اگر چگالی ترانزیستور دو برابر شود، مصرف توان (با دو برابر تعداد ترانزیستورها) ثابت باقی می‌ماند.